# Romana Bohdanowicz
Romana Irena Bohdanowicz (także Bogdanowicz, ur. 28 lutego 1899 w Warszawie, zm. 6 maja 1970 w Krakowie) – polska reżyserka teatralna.

## Życiorys
Rozpoczęła pracę w Teatrze Polskim w Łodzi w sezonie 1919/1920. W kolejnych sezonach pracowała w Teatrze Miejskim w Grudziądzu (1921/1922) praz Teatrze Polskim w Katowicach (1922/1923). Początkowo była suflerką, następnie występowała również jako aktorka. W latach 1924-1939 pracowała jako suflerka w Teatrze im. Juliusza Słowackiego w Krakowie i w tym okresie zdobyła doświadczenie jako asystentka reżysera. W okresie II wojny światowej przebywała w Krakowie. W okresie powojennym (1945-1951) wciąż była asystentką reżysera i suflerką w Teatrze im. Juliusza Słowackiego w Krakowie, współpracując m.in. z Juliuszem Osterwą. W tym okresie asystowała m.in. przy inscenizacjach: Fantazego (1946, reż. Juliusz Osterwa) i Domu otwartego (1947) a także Kruków w Teatrze Starym w Krakowie (1952, reż. Roman Niewiarowicz).
Samodzielnym debiutem reżyserskim Romany Bohadanowicz była inscenizacja Wzgórza 39 Jerzego Lutowskiego w Teatrze Ziemi Opolskiej w Opolu (premiera 2 lutego 1952). Następnie pracowała jako reżyserka w Teatrze im. Ludwika Solskiego w Tarnowie (1953-1955). W tym okresie wyreżyserowała sztuki: Świerszcz za kominem (1954) i Kawiarenka wenecka (1954). Od sezonu 1955/1956 na stałe współpracowała z Teatrem Ziemi Opolskiej aż do przejścia na emeryturę (1964). Specjalizowała się w repertuarze komediowym. W Opolu wyreżyserowała m.in. sztuki: 
- Ostry dyżur Jerzego Lutowskiego (1956)
- Wesele na Górnym Śląsku Stanisława Ligonia (1957)
- Achilles i panny Artura Marii Swinarskiego (1957)
- Zielony Gil (1958)
- Wieczór Trzech Króli (1959)
- Dom otwarty (1959)
- Damy i huzary (1961)
- Mieszczanie Maksyma Gorkiego (1961)
- Obrona Ksantypy (1962)
- Za tych, co na morzu Borysa Ławrieniowa (1962)
- Ladacznica z zasadami (1962)
- Porwanie Sabinek Juliana Tuwima (1964)

Po przejściu na emeryturę mieszkała w Krakowie.